# Анюховская, Александра Антоновна

 Анюховская, Александра Антоновна (род. 31 августа 1920, Климатичи, Горецкий район — 6 марта 2008, там же) — Герой Социалистического Труда (1966).

## Биография
С 1945 года работала в животноводстве. В 1957—1965 годах — доярка совхоза имени Ленина, в 1966—1975 гг. — доярка в совхозе «Коммунист» Горецкого района. В эти годы получила от каждой коровы более 4000 кг молока. Звание Героя присвоено в 1966 году за успехи в развитии животноводства, увеличении производства и заготовок сельскохозяйственной продукции.

## Награды
- Орден Ленина (1966)
- Бронзовая медаль ВДНХ (1969).

## Память
В её честь на аллее Героев Советского Союза и Социалистического Труда в г. Горки Могилёвской области установлен памятный знак.